# Príncipe de Conti

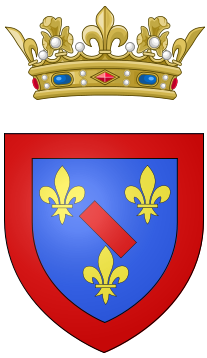
Brasão de armas dos Príncipes de Conti

O título de Príncipe de Conti (francês: prince de Conti) foi um título nobiliárquico francês, assumido por um ramo cadete da casa principesca de Bourbon-Condé.

## História
O nome do título deriva de Conty, uma pequena cidade no norte da França, cerca de 35 km a sudoeste de Amiens, que entrou na família de Bourbon-Condé através do casamento de Luís de Bourbon, o primeiro Príncipe de Condé, com Leonor de Roye, em 1551.
A Francisco de Bourbon (1558–1614), terceiro filho deste casamento, foi dado o título de Marquês de Conti e mais tarde foi elevado à posição de Príncipe de Conti. Morreu em 1614 e o título prescrito, desde que o seu único filho tinha morrido antes, em 1610.
Em 1629, o título de Príncipe de Conti foi renovado a favor de Armando de Bourbon (1629–1666), segundo filho de Henrique II, Príncipe de Condé, e irmão de Luís II, o Grande Condé. Durante o tempo em que a Casa de Bourbon, governou a França, desde o reinado do Rei Henrique IV de França até ao reinado do Rei Luís Filipe, Rei dos franceses, os Príncipes de Conti foram considerados princes du sang do Reino de França. Os detentores deste título usaram o estilo de Alteza Sereníssima.

## Marquêses e Príncipes de Conti
- 1558-1614: Marquês, depois 1º príncipe, a partir de 1581: Francisco de Bourbon[a]

| Nome                                                           | Retrato                                | Nascimento             | Casamento e descendência                                 | Morte                                               |
| -------------------------------------------------------------- | -------------------------------------- | ---------------------- | -------------------------------------------------------- | --------------------------------------------------- |
| Armando I 11 de outubro de 1629 – 20 de fevereiro de 1666      | Armando, Príncipe de Conti             | 11 de outubro de 1629  | Ana Maria Martinozzi 22 de fevereiro de 1654 3 filhos    | 20 de fevereiro de 1666 (36 anos, 4 meses e 9 dias) |
| Luís Armando I 20 de fevereiro de 1666 – 9 de novembro de 1685 | Luís Armando I, Príncipe de Conti      | 30 de abril de 1661    | Maria Ana de Bourbon 16 de janeiro de 1680 Sem filhos    | 9 de novembro de 1685 (24 anos, 6 meses e 10 dias)  |
| Francisco Luís 9 de novembro de 1685 – 9 de fevereiro de 1709  | Francisco Luís, Príncipe de Conti      | 30 de abril de 1664    | Maria Teresa de Bourbon 22 de janeiro de 1688 3 filhos   | 9 de fevereiro de 1709 (44 anos, 9 meses e 10 dias) |
| Luís Armando II 9 de fevereiro de 1709 – 4 de maio de 1727     | Luís Armando II, Príncipe de Conti     | 10 de novembro de 1695 | Luísa Isabel de Bourbon 9 de julho de 1713 2 filhos      | 4 de maio de 1727 (31 anos, 5 meses e 24 dias)      |
| Luís Francisco 4 de maio de 1727 – 2 de agosto de 1776         | Luís Francisco, Príncipe de Conti      | 13 de agosto de 1717   | Luísa Diana de Orleães 22 de janeiro de 1732 1 filho     | 2 de agosto de 1776 (58 anos, 11 meses e 20 dias)   |
| Luís Francisco II 2 de agosto de 1776 – 13 de março de 1814    | Luís Francisco José, Príncipe de Conti | 1 de setembro de 1734  | Maria Fortunata d'Este 7 de fevereiro de 1759 Sem filhos | 13 de março de 1814 (79 anos, 6 meses e 12 dias)    |

## Árvore genealógica
- Carlos, Duque de Vendôme (1489–1537)
  -  Antônio, Duque de Vendôme (1518–1562)
    -  Henrique IV de França (1553–1610) e seus descendentes

  -  Luís I, Príncipe de Condé (1530–1569)
    -  Henrique I, Príncipe de Condé (1552–1588)
      -  Henrique II, Príncipe de Condé (1588–1646)
        -  Luís II, Príncipe de Condé (1621–1686)
        -  Armando, Príncipe de Conti (1629–1666)
          -  Luís Armando I, Príncipe de Conti (1661–1685)
          -  Francisco Luís, Príncipe de Conti (1664–1709)
            -  Luís Armando II, Príncipe de Conti (1695–1727)
              -  Luís Francisco, Príncipe de Conti (1717–1776)
                -  Luís Francisco II, Príncipe de Conti (1734–1814)

    -  Francisco, Príncipe de Conti (1558–1614)